# ITA National Intercollegiate Indoor Championships 2014
Bei den USTA/ITA National Intercollegiate Indoor Championships wurden 2014 die Hallenmeister im US-amerikanischen College Tennis ermittelt. Gespielt wurde vom 6. bis zum 9. November im USTA Billie Jean King National Tennis Center in Flushing, New York.

## Herreneinzel

### Setzliste
| Nr. | Spieler                | Erreichte Runde |
| --- | ---------------------- | --------------- |
| 01. | Sebastian Stiefelmeyer | 2. Runde        |
| 02. | Yannick Hanfmann       | Viertelfinale   |
| 03. | Mackenzie McDonald     | 1. Runde        |
| 04. | Julian Lenz            | 1. Runde        |

| Nr. | Spieler             | Erreichte Runde |
| --- | ------------------- | --------------- |
| 05. | Romain Bogaerts     | 1. Runde        |
| 06. | Áxel Álvarez Llamas | Viertelfinale   |
| 07. | Cameron Norrie      | 1. Runde        |
| 08. | Søren Hess-Olesen   | Rückzug         |

## Herrendoppel

### Setzliste
| Nr. | Paarung                              | Erreichte Runde |
| --- | ------------------------------------ | --------------- |
| 01. | Yannick Hanfmann Roberto Quiroz      | Sieg            |
| 02. | Roberto Cid Subervi Alexandru Gozun  | Achtelfinale    |
| 03. | Gonzales Austin Rhys Michael Johnson | Halbfinale      |
| 04. | Nick Chappell Will Stein             | Achtelfinale    |

## Dameneinzel
| Nr. | Spieler             | Erreichte Runde |
| --- | ------------------- | --------------- |
| 01. | Jamie Loeb          | Viertelfinale   |
| 02. | Chanelle Van Nguyen | Achtelfinale    |
| 03. | Hayley Carter       | 1. Runde        |
| 04. | Brooke Austin       | Halbfinale      |

| Nr. | Spieler            | Erreichte Runde |
| --- | ------------------ | --------------- |
| 05. | Maegan Manasse     | Finale          |
| 06. | Julia Elbaba       | Sieg            |
| 07. | Danielle Collins   | Achtelfinale    |
| 08. | Viktoriya Lushkova | Viertelfinale   |

## Damendoppel
| Nr. | Paarung                         | Erreichte Runde |
| --- | ------------------------------- | --------------- |
| 01. | Beatrice Gumulya Jessy Rompies  | Halbfinale      |
| 02. | Pleun Burgmans Emily Flickinger | Finale          |
| 03. | Klara Fabikova Zsófia Susányi   | Viertelfinale   |
| 04. | Maegan Manasse Denise Starr     | Achtelfinale    |